# Гаварден, Клементина
Ле́ди Клементи́на Га́варден (полное имя — Клементина Мод, виконтесса Гаварден, урождённая Клементина Эльфинстон Флиминг, англ. Clementina Maude, Viscountess Hawarden, урождённая Clementina Elphinstone Fleeming; 1 июня 1822, поместье Камберно вблизи Глазго, Великобритания — 19 января 1865, Лондон, Великобритания) — британская аристократка, одна из пионерок искусства фотографии, первая женщина-фотограф, получившая европейскую известность.
Осваивать ремесло Гаварден начала с создания стереоскопических снимков ландшафтов усадьбы Дандрам, принадлежавшей её семье, а затем перешла к принёсшим ей широкий успех фотографиям дочерей, запечатлённых, предположительно, в сценах из любительских спектаклей, разыгранных в семейном кругу. В настоящее время специалисты в области истории фотоискусства по-разному трактуют характер отношений между персонажами, запечатлёнными на этих фотографиях, пытаются проникнуть в символический смысл объектов, включённых в композицию снимков, по-разному они определяют художественный стиль, в рамках требований которого выполнены снимки. Работы леди Клементины уже при жизни были представлены на выставках Королевского фотографического общества и удостоены высоких наград.
Основная часть работ Клементины Гаварден с 1939 года находится в коллекции Музея Виктории и Альберта в Лондоне. Считается, что её работы повлияли на формирование творческого стиля скандально известной американки Салли Манн, а также Синди Шерман и Джеффа Уолла.

## Биография

### Детство и юность

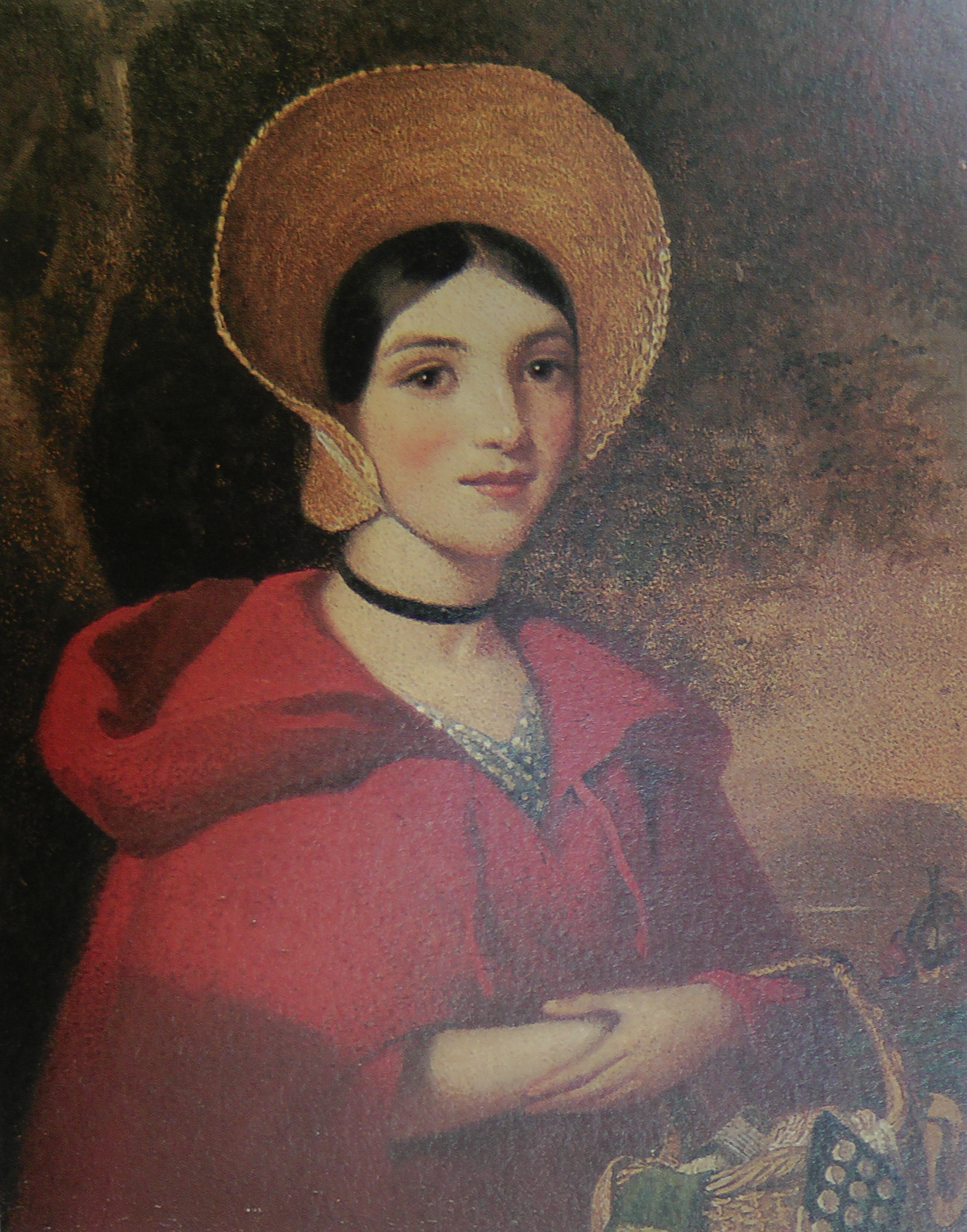
Неизвестный художник. Клементина Эльфинстон Флиминг, около 1838. Частное собрание

Клементина Эльфинстон Флиминг (позже — леди Клементина Гаварден) родилась 1 июня 1822 года в родовом поместье Камберно возле Глазго в Шотландии. Она была одной из пяти детей адмирала Королевского военно-морского флота Великобритании Чарльза Эльфинстона Флиминга и Каталины Паулины Алессандро (1800—1880) (у Клементины был брат Джон и сёстры Карлота, Мэри-Кейт и Энн) из Кадиса в Испании.
Адмирал Флиминг принимал активное участие в войнах за независимость Венесуэлы и Колумбии в 1811—1825 годах. Он являлся членом Палаты общин от партии вигов.
Каталина Паулина Алессандро была испанской подданной итальянского происхождения (исследовательница Вирджиния Додье отмечала, что прошлое Каталины Паулины покрыто тайной, предпринимались даже попытки возвести её происхождение к первому министру и фавориту испанского короля Филиппа IV Гаспару де Гусману Оливаресу и связать родственными узами с претендентом на английский и шотландский королевские престолы Красавчиком принцем Чарли). Она вышла замуж за адмирала в 1816 году, когда он был главнокомандующим (англ. commander-in-chief) в Гибралтаре. Супруга была на 26 лет моложе мужа.
Клементина Флиминг получила домашнее образование, как и её сёстры. Преподаватели знакомили дочерей адмирала преимущественно с «женскими» предметами: иностранными языками, музыкой, изобразительным искусством, рукоделием и литературой. Позже Клементина сама фотографировала, как её дочери читают, рисуют акварелью и занимаются рукоделием. До нашего времени дошёл портрет работы неизвестного художника, изображающий Клементину в возрасте 16 лет в одежде цыганки, поэтому Вирджиния Додье предположила, что девушке нравилось носить маскарадные платья. В подтверждение она ссылалась на фотографии, на которых запечатлены её дочери, одетые также в маскарадные костюмы.
Привычная жизнь была нарушена осенью 1841 года со смертью адмирала Флиминга. Мать и три дочери (Клементина, Мэри-Кейт и Энн) в сопровождении брата покойного Маунтстюарта Эльфинстона отправились в Рим. Маунтстюарт Эльфинстон был колониальным администратором в Индии, а некоторое время — губернатором Бомбея. Путь лежал через Франкфурт-на-Майне, Гейдельберг, Шаффхаузен, Цюрих и Милан. Перед тем, как поселиться в Риме, Флиминги побывали проездом во Флоренции, где Клементина познакомилась с коллекцией картин эпохи Возрождения в палаццо Питти. О пребывании Клементины Мод в Риме почти ничего не известно, но исследователь Кимберли Родс предполагала, что девушка посещала музеи и архитектурные достопримечательности, а также участвовала в карнавалах. Вирджиния Додье утверждала, что поездка была вынужденной — мать хотела дать образование дочерям, но по меркам Великобритании у неё были весьма ограниченные финансовые возможности. В Италии репетиторов можно было нанять значительно дешевле. Эльфинстон представил своих подопечных светскому обществу Рима, а также художникам и интеллектуалам, проживавшим в городе.
Семья планировала провести на Апеннинском полуострове несколько лет, но этим планам не было суждено сбыться. Флиминги вернулись в Лондон уже в 1842 году. Причиной возвращения стало замужество сестры Клементины Мэри-Кейт. Это событие внушало опасение близким знакомым семьи, так как хозяином поместья к этому времени стал Джон Флиминг, а его мать с двумя незамужними дочерьми поселилась в столице, где девушки могли попасть в «дурное общество».

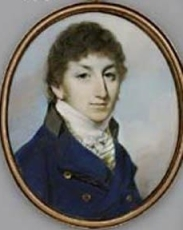
Джордж Энглехарт[англ.]. Чарльз Эльфинстон Флиминг в молодости
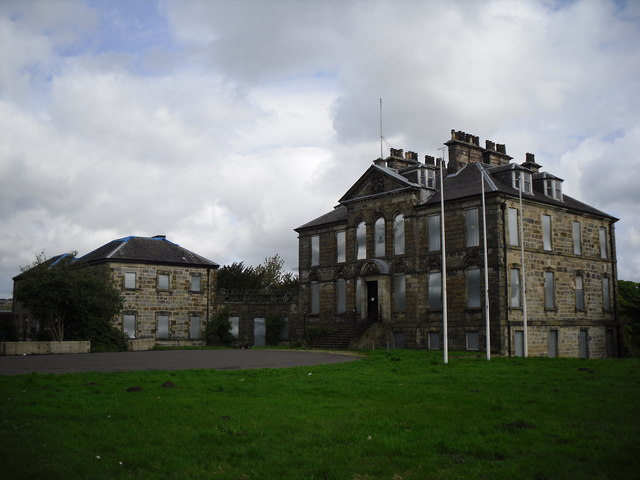
Усадьба Камберно
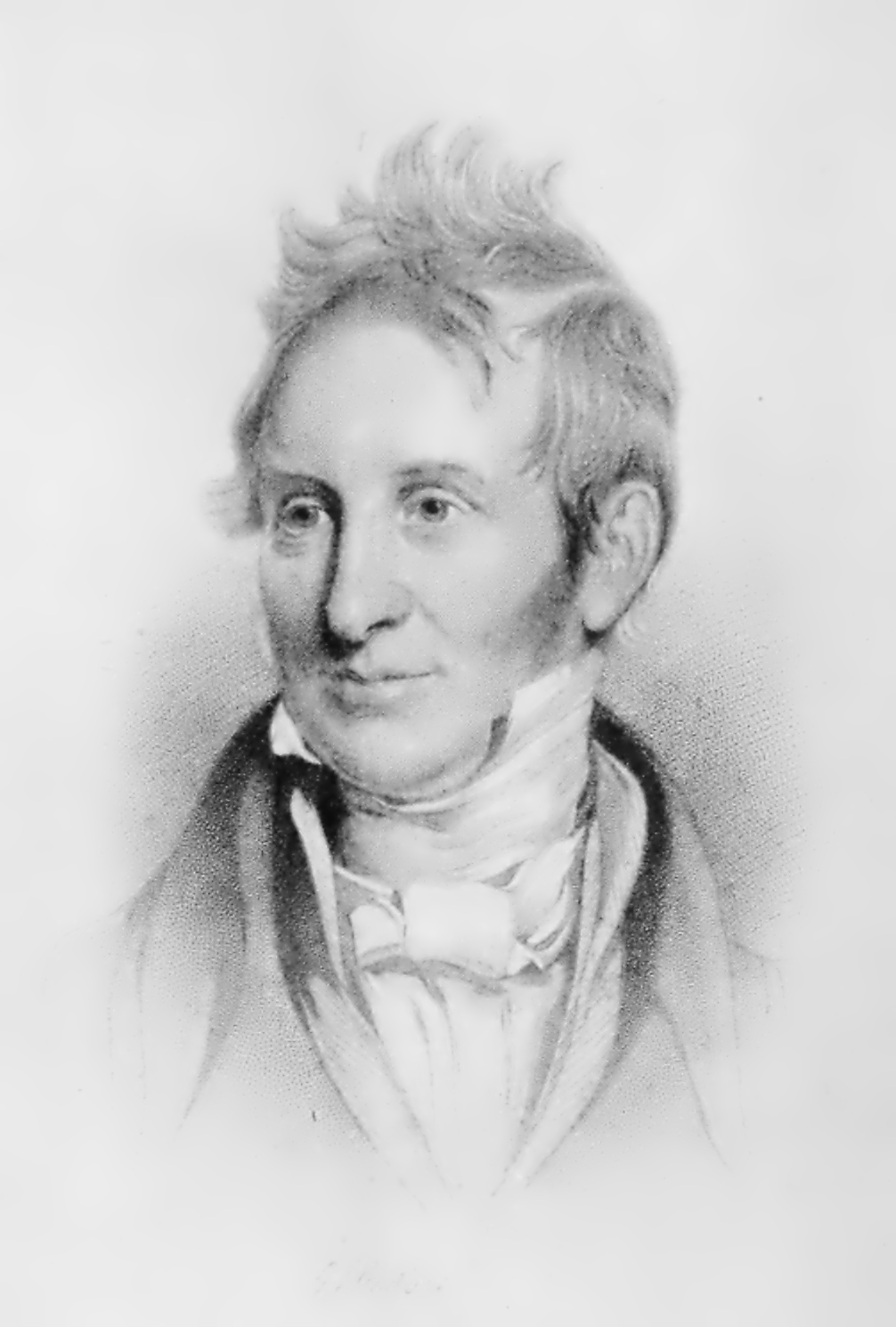
Маунтстюарт Эльфинстон, литография
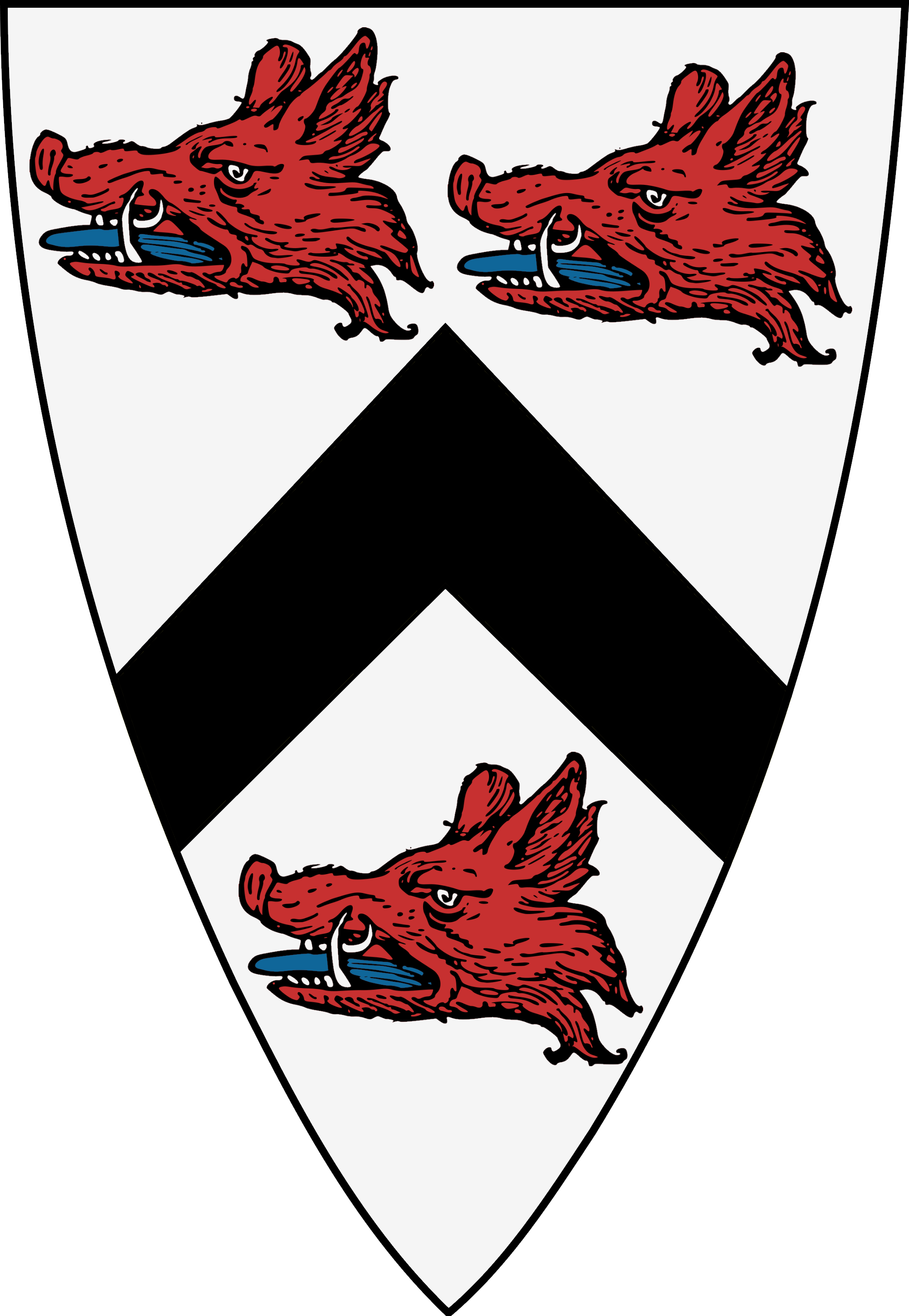
Герб Эльфинстонов

### Брак и супружеская жизнь

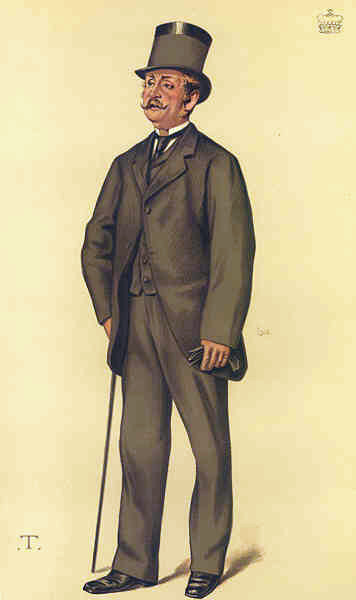
Корнуоллис Мод, 1-й граф Монтальт, карикатура 1881 года

В 1845 году Клементина Флиминг вышла замуж за Корнуоллиса Мода, будущего 4-го виконта Гавардена и 1-го графа Монтальта. Семья мужа (богатые помещики, аристократы и убеждённые протестанты, хотя и проживавшие в Ирландии) была недовольна этим браком и считала, что их сын женился на девушке более низкого социального статуса. Супруг Клементины имел к этому времени чин капитана лейб-гвардии. Семья Мод принадлежала к сторонникам тори.

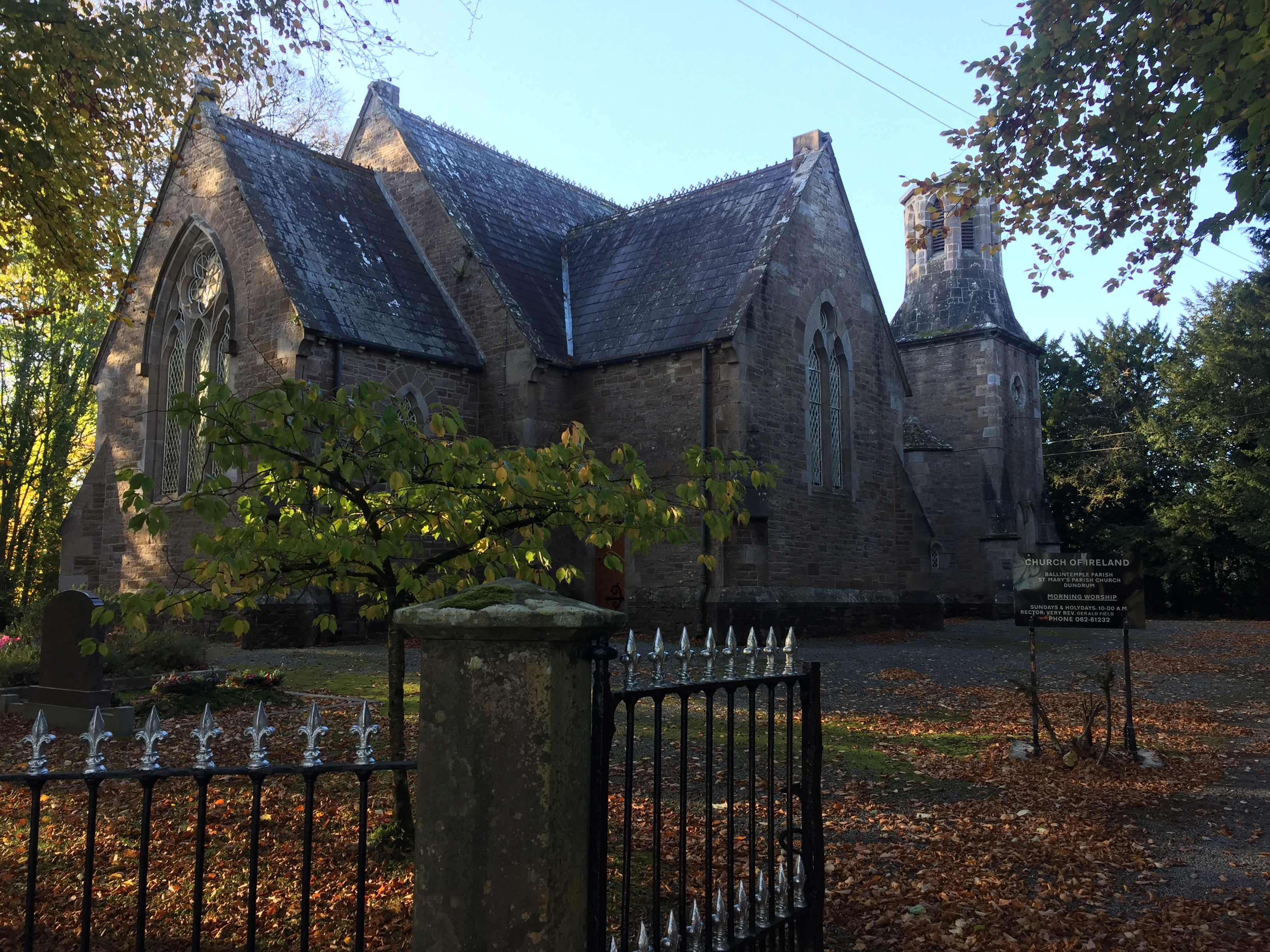
Церковь Святой Марии в деревне Дандрам

Супруги жили в Лондоне первые двенадцать лет своего брака. Клементина за это время родила десять детей (два мальчика и восемь девочек), из которых выжили восемь: семь дочерей и один сын. Многие из них были впоследствии фотомоделями матери. У Клементины возникли проблемы со здоровьем в результате многочисленных родов, но она большое внимание уделяла воспитанию детей. Маунтстюарт Эльфинстон воспринимал такое внимание, как назойливое и избыточное, которое может причинить ущерб им самим. Так, дядя Клементины утверждал, что её «преданности своим детям было достаточно, чтобы испортить целое поколение», но прибавлял, что он «никогда не видел более приятных или лучше воспитанных детей».
Жизнь в семье кардинально изменилась после смерти отца Корнуоллиса Мода в 1856 году. Супруг Клементины унаследовал большое семейное поместье Дандрам в графстве Южный Типперэри в Ирландии и титул 4-го виконта Гавардена. В 1857 году он вместе с семьёй переехал в Дандрам и считался с этого времени одним из богатейших землевладельцев Великобритании. Новое общественное положение освободило Клементину Гаварден от многих домашних обязанностей и предоставило значительное свободное время, которое она использовала для своего увлечения фотографией. Она увлеклась фотографией в конце 1857 или начале 1858 года. Расположенное в наиболее плодородной части Типперэри поместье включало не только ландшафты, созданные природой, но и парк в романтическом стиле, созданный в конце XVIII века вокруг извилистой реки.
Первоначально Гаварден увлекли эксперименты со стереоскопическими пейзажными фотографиями. Она делала по две фотографии с небольшим смещением ландшафтов вокруг поместья Дандрам для создания трёхмерного эффекта. Кимберли Родс считала, что эти ранние работы Гаварден вряд ли могут быть оценены как произведения высокого искусства и, вероятно, поэтому не экспонировались при её жизни. Тем не менее, с точки зрения исследовательницы, эти фотографии демонстрируют знание Клементиной Гаварден истории искусства и методов создания художественной фотографии. Позирующие с садовыми и сельскохозяйственными орудиями работники усадьбы Дандрам напоминают Родс картины голландского барокко, британского художника XVIII века Томаса Гейнсборо и амбициозные сложные композиции в фотографиях Генри Пича Робинсона. Сама Гаварден относила себя ко второму поколению фотографов-любителей, к которому принадлежали также Льюис Кэрролл и Джулия Маргарет Камерон. Исследователь Кэрол Армстронг любительский характер снимков фотографа связывала с узким кругом моделей, которыми служили только родственники и близкие знакомые, с ограничением пространства съёмки интерьерами семейного дома и плохой сохранностью самих фотографий, которые в глазах окружающих имели исключительно семейную ценность и поэтому хранились приклеенными к страницам в альбомах.

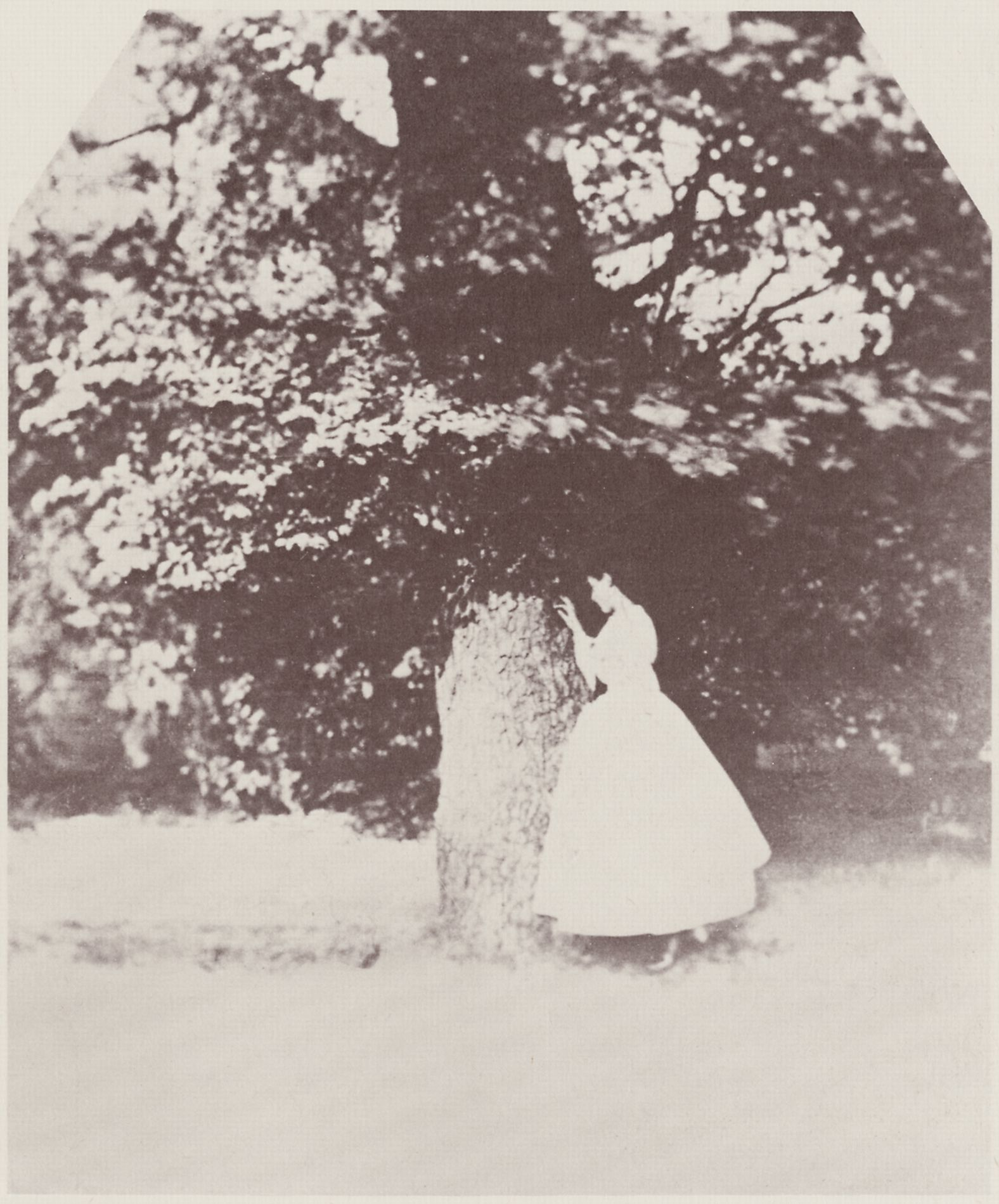
Девушка, прислонившаяся к дереву
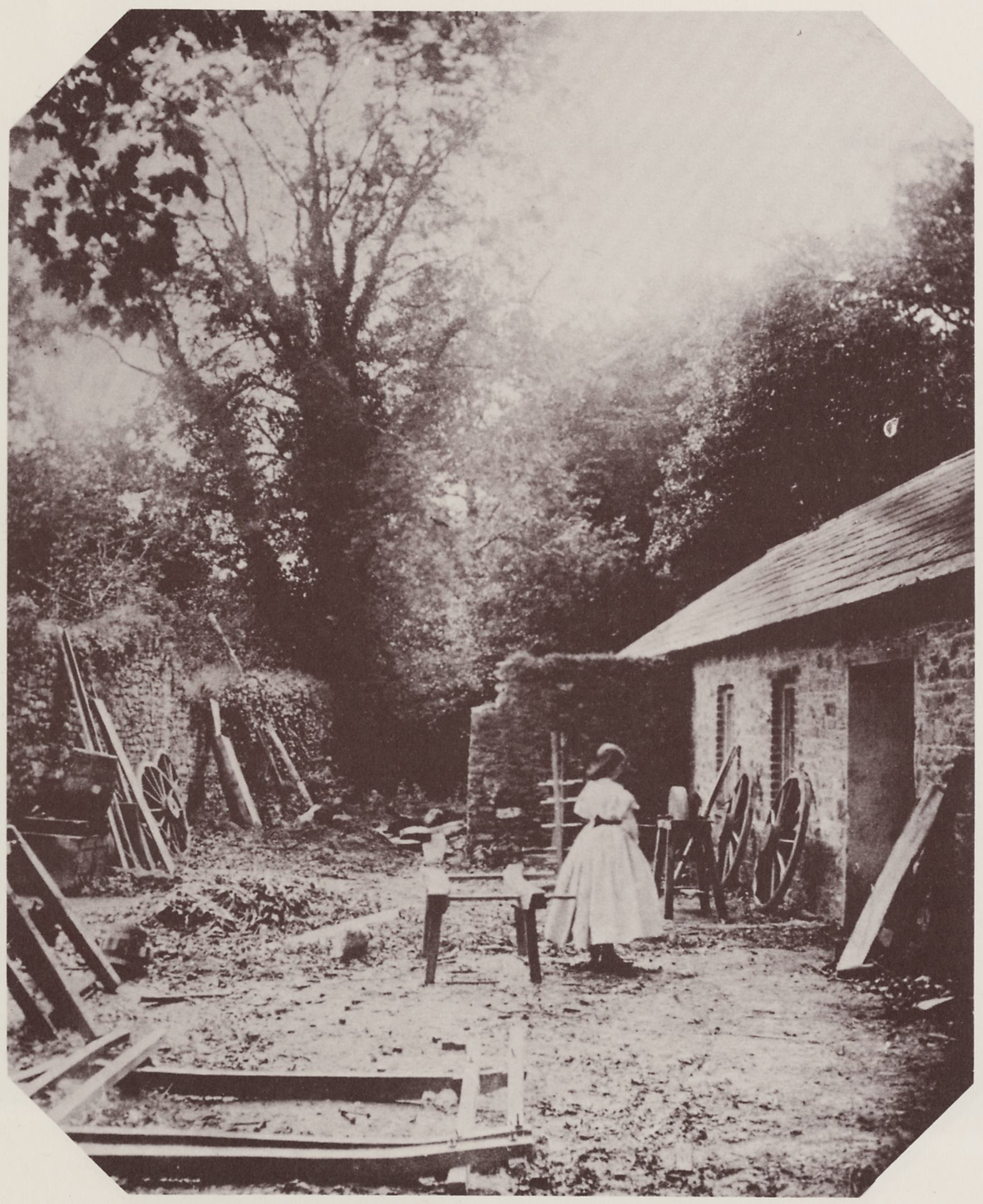
Девушка во дворе плотника
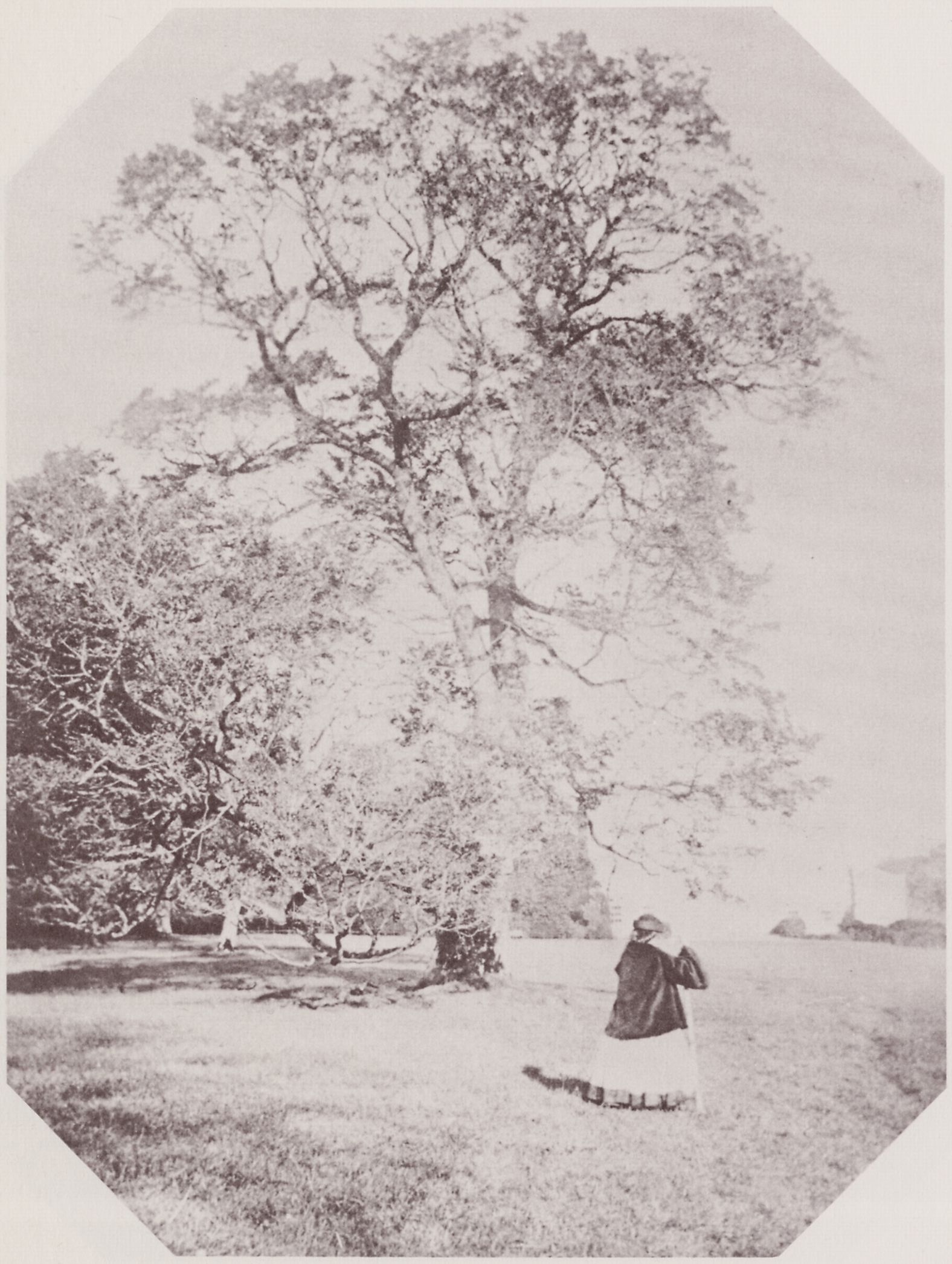
Фигура рядом с деревом
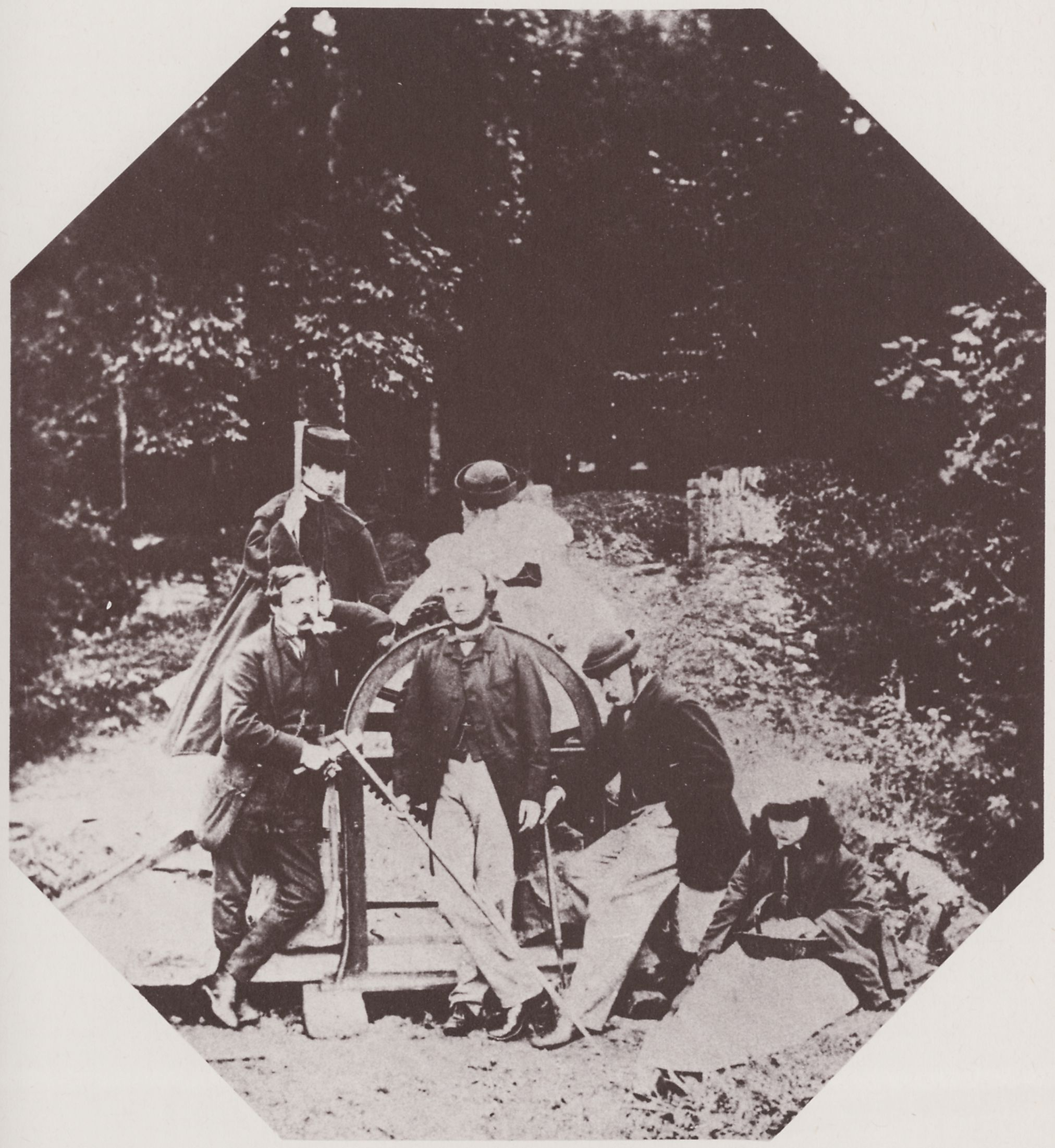
Группа с машиной
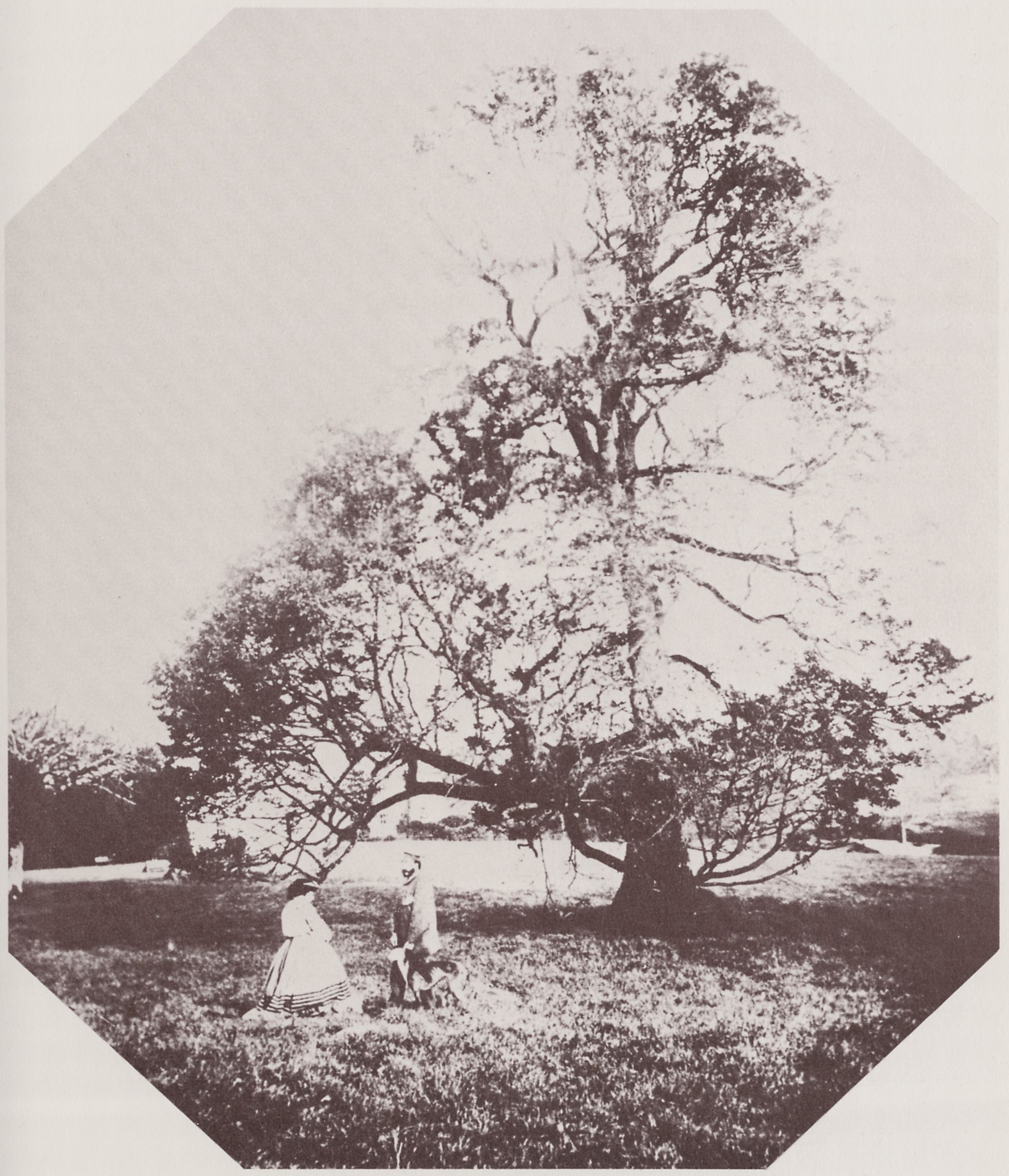
Случайная встреча рядом с большим деревом
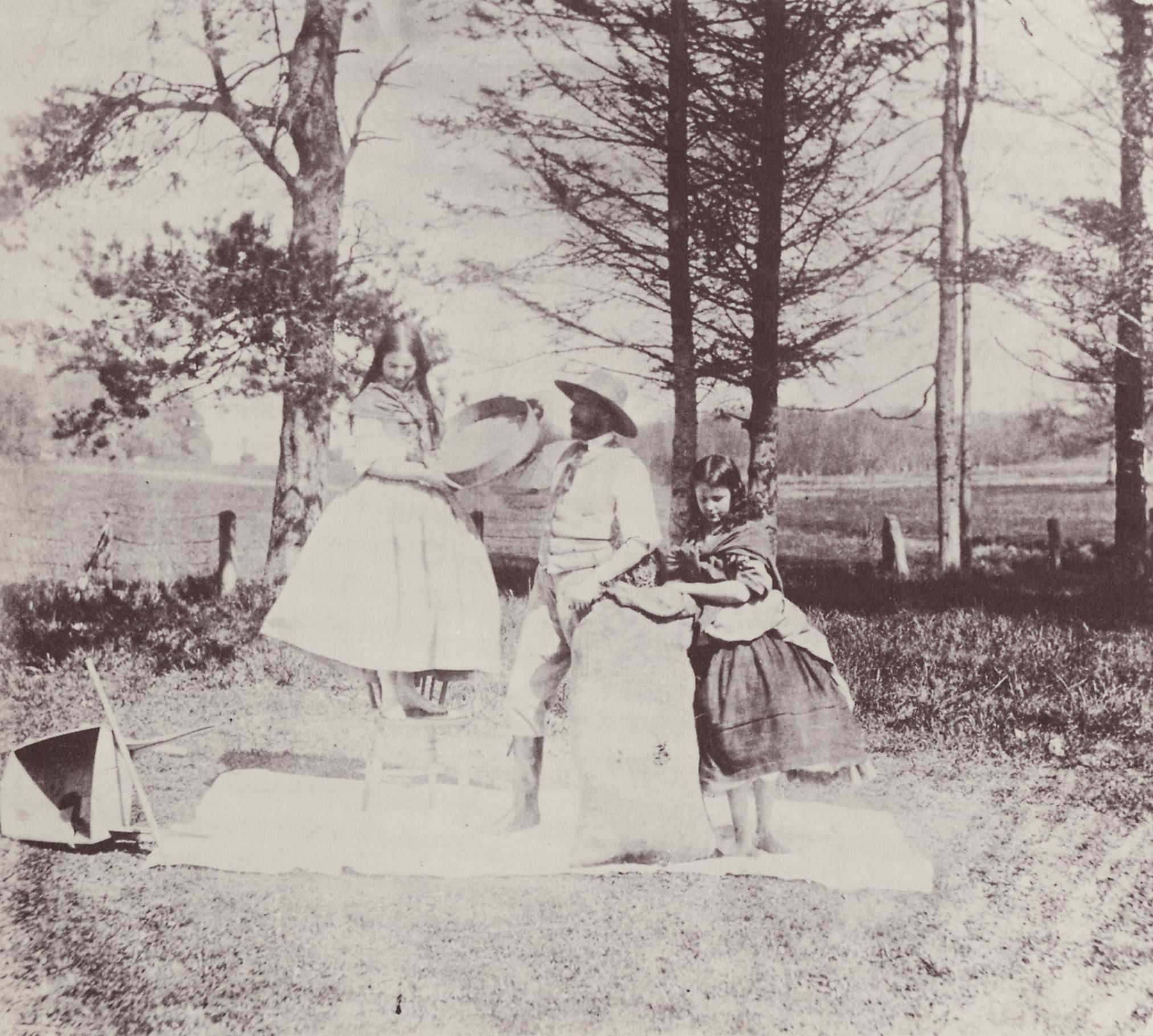
Две девушки и мужчина на природе

В 1859 году семья вернулась в Лондон, где поселилась в Южном Кенсингтоне на Принсес-гарден, дом 5. Близкий знакомый Гаварден художник Френсис Сеймур Хейден был другом первого директора находившегося поблизости Музея Виктории и Альберта Генри Коула, с которым теперь Гавардены познакомились. Через посредство Коула Гавардены вошли в узкий круг влиятельных людей Южного Кенсингтона. Исследователь Андреа Хендерсон предполагала их близкое знакомство с шотландским физиком, членом Лондонского королевского общества и президентом Эдинбургского королевского общества Дейвидом Брюстером и американским художником Джеймсом Э́бботом Мак-Нейлом Уистлером.
Первый этаж дома в Южном Кенсингтоне Клементина Гаварден превратила в свою фотостудию. Сначала леди Гаварден использовала для своих снимков уже бывшие в употреблении столы, стулья, зеркала, коврики и портьеры (исследователь Кэрол Мейвор упоминает также индийский дорожный шкафчик, шкатулку, покрытую ракушками, серебряный кубок, бубен, изысканное платье и головной убор Марии Стюарт, королевы Шотландии, чёрные кружева испанской танцовщицы, юбку и метлу Золушки и другие предметы) из профессионального студийного реквизита фотографа-портретиста, который был характерен и для художника-портретиста. Затем привычный реквизит и стандартные позы уступили место импровизации. Ассоциированный профессор Отделения правовых, этических и исторических исследований Балтиморского университета Николь Хаджинс писала об «интимных играх-переодеваниях» матери с дочерьми и отмечала, что, с точки зрения общественного мнения той поры, «„игра девочек“ с куклами, макияжем или переодеванием имеет антропологический оттенок (англ. „anthropological connotation“) „низкого статуса“».
Кимберли Родс с переезда в Лондон начинала второй — зрелый период творчества Гаварден. Она продолжила стереоскопические эксперименты, фотографируя уже не пейзажи, а своих дочерей, а затем перешла к широкоформатным портретам. Сотрудники музея Виктории и Альберта описывали эти работы как типичные для женщины, принадлежащей к привилегированному сословию Викторианской эпохи. Если мужчины-фотографы в то время делали снимки во время своих путешествий, то Клементине приходилось ограничиваться пространством собственного дома. Тем не менее, её изысканные изображения дочерей расширили границы художественной фотографии.

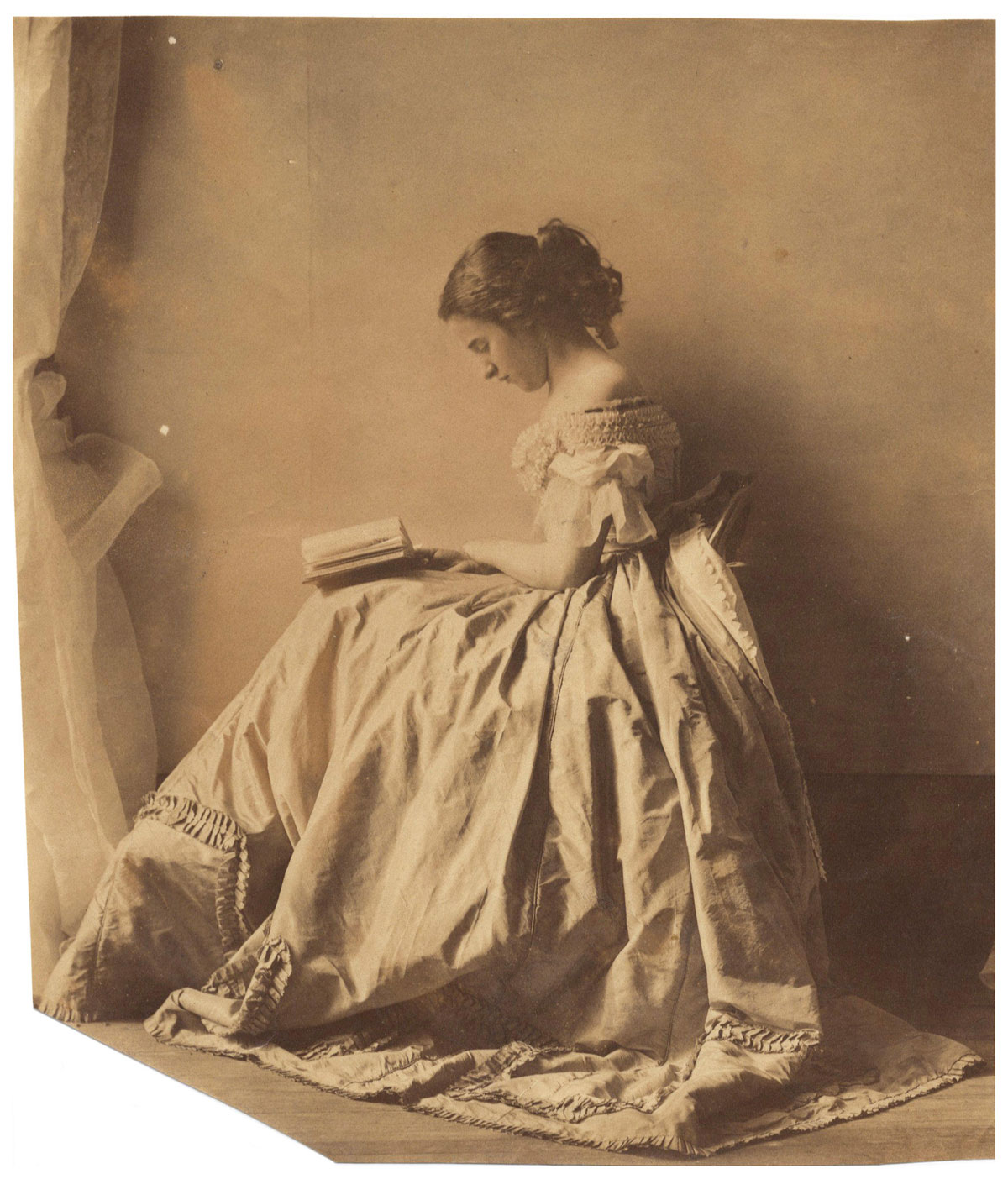
Этюд
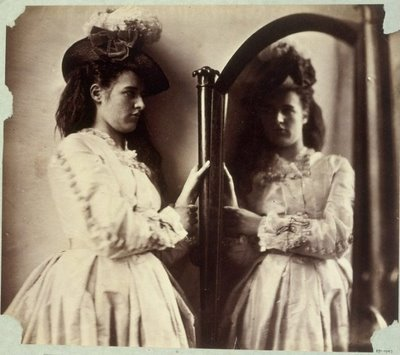
Этюд
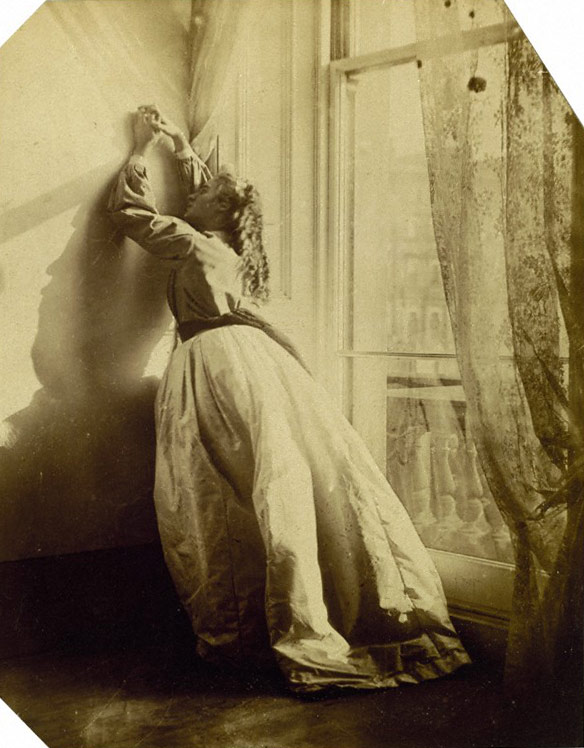
Этюд
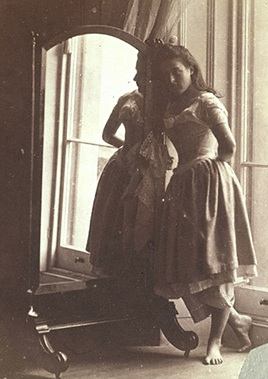
Этюд, 1862—1863
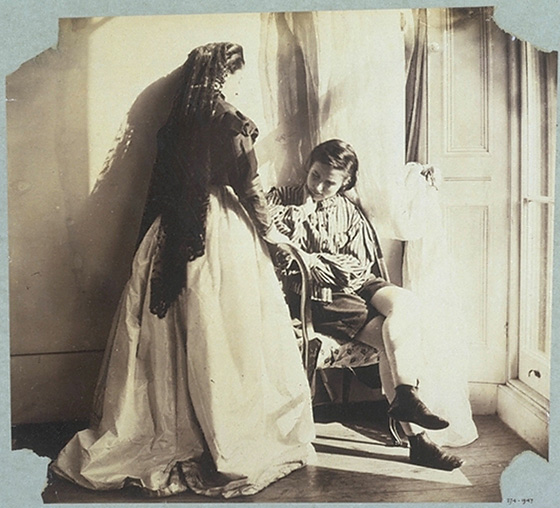
Клементина Мод и Изабелла, 1861
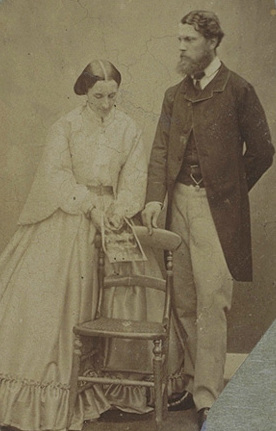
Клементина Гаварден (?) и Дональд Кэмерон[англ.] (1835—1905)[Прим 4]

Клементина Гаварден впервые представила свои фотографии на ежегодной выставке Королевского фотографического общества в Лондоне в январе 1863 года и была избрана членом Общества в марте следующего года. Её работа была отмечена на этой выставке за «художественное совершенство», завоевав серебряную медаль в номинации «Лучший экспонент-любитель». Издание Photographic News в 1863 году утверждало: «„Этюды“ [фотографии Клементины Гаварден] должны быть опубликованы, мы настоятельно рекомендуем каждому фотографу-портретисту иметь и изучать их». На следующей выставке в 1864 году она была снова удостоена серебряной медали, на этот раз — за лучшую композицию, созданную с одного негатива. Уже после смерти Клементины Гаварден её работы были представлены на Дублинской международной выставке 1865 года. Её фотографии экспонировались под осторожными названиями «Этюды (опыты, исследования) с натуры» (англ. Studies from Life) и «Фотографические этюды (опыты, исследования)» (англ. Photographic Studies). Учитывая сложившиеся в викторианском обществе представления, Клементина Гаварден не считала возможным выставлять свои фотографии на продажу. Единственным исключением стала благотворительная распродажа в пользу Строительного фонда Женской школы искусств, которая проходила с 23 по 25 июня 1864 года.
19 января 1865 года Клементина Гаварден скончалась от пневмонии, так и не получив присуждённые ей две серебряные медали за фотоработы. Было высказано предположение, что её иммунная система была ослаблена при работе с химикатами во время занятий фотографией. Некролог в журнале British Journal of Photography написал Оскар Густав Рейландер:

«Она работала искренне, в хорошем, понятном стиле… Это было и в её манере поведения и общения — честной, простой, даже мужественной, хотя и с женской грацией. Её смерть является большой потерей для искусства фотографии, потому что она прогрессировала бы в будущем. Это — потеря для многих, многих её друзей. Она [смерть фотографа] — огромная потеря для любящей семьи».— Оскар Густав Рейландер. In Memoriam

### Источники вдохновения фотографа

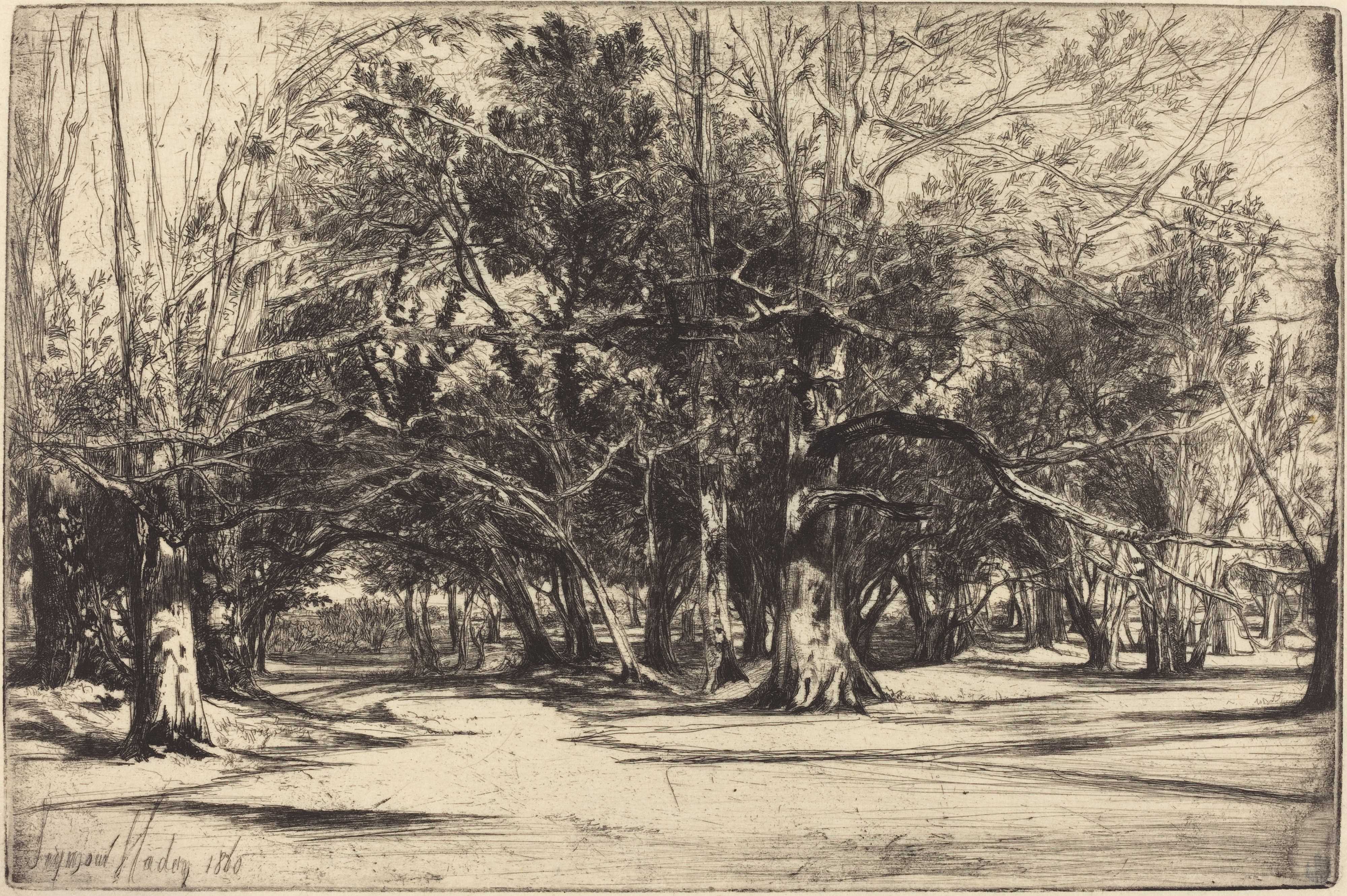
Френсис Сеймур Хейден. Ландшафт Типперэри, 1860

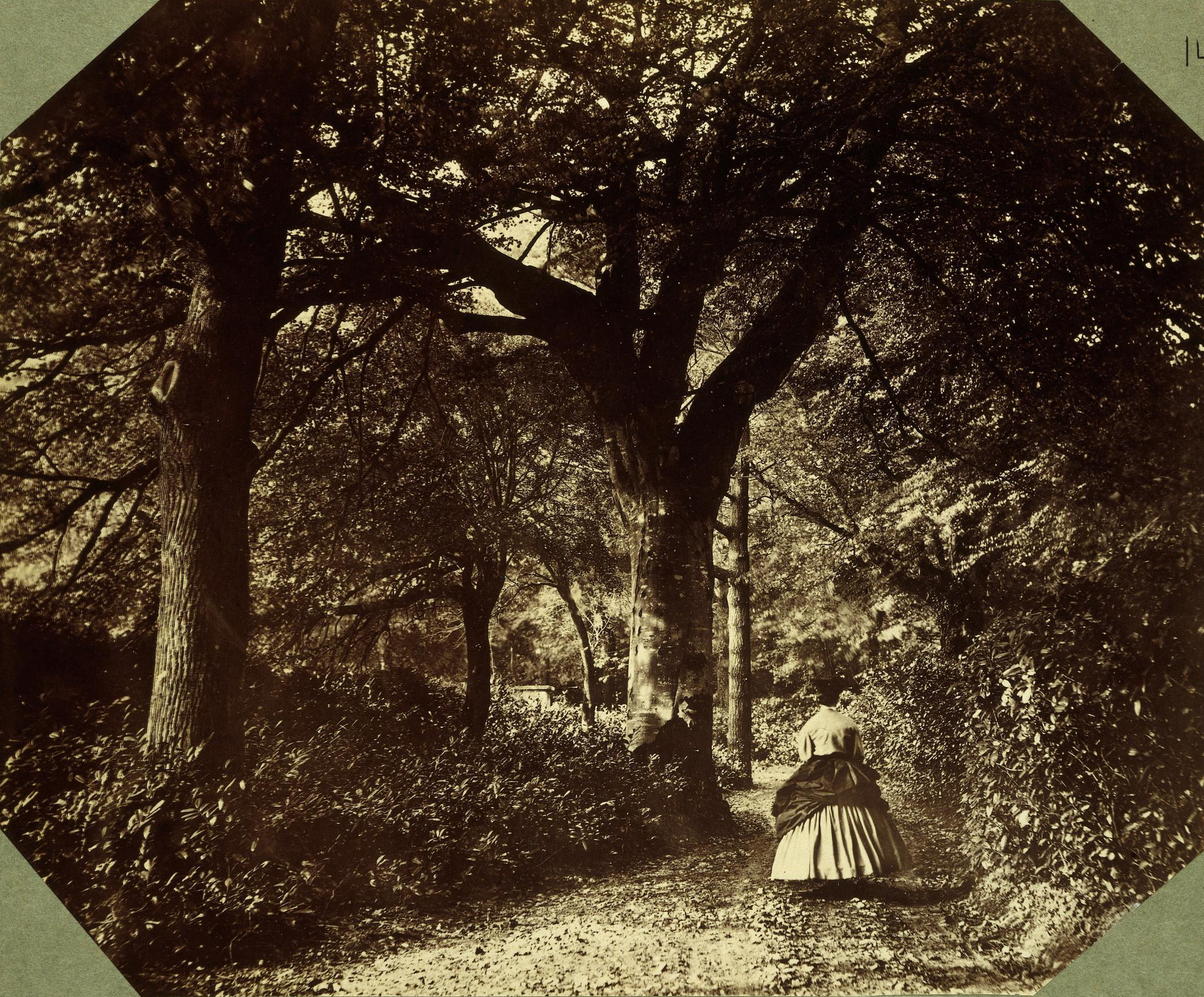
Клементина Гаварден. Поместье Дандрам, 1859—1864

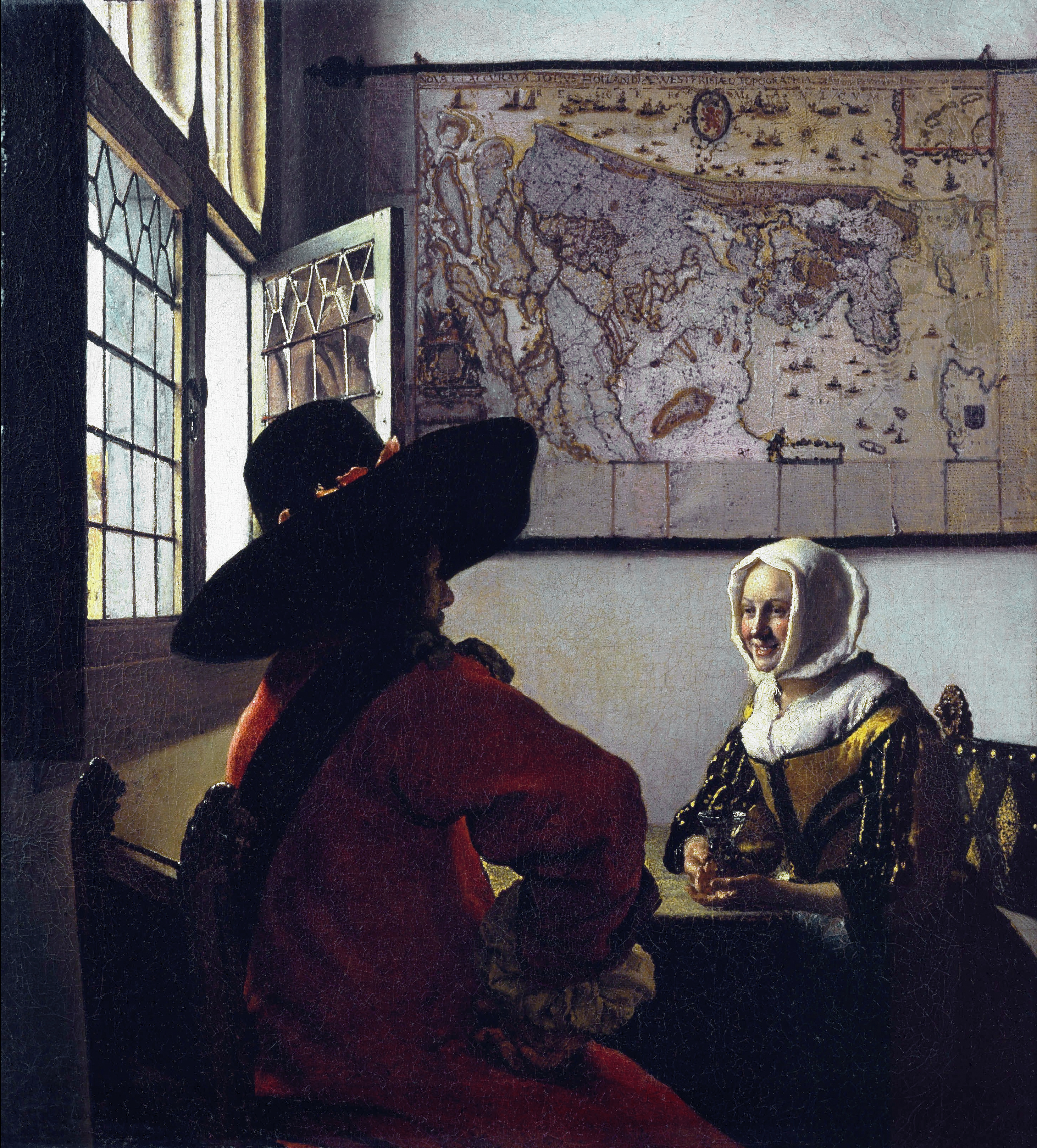
Ян Вермеер. Офицер и смеющаяся девушка. 1657—1659. Коллекция Фрика. Нью-Йорк
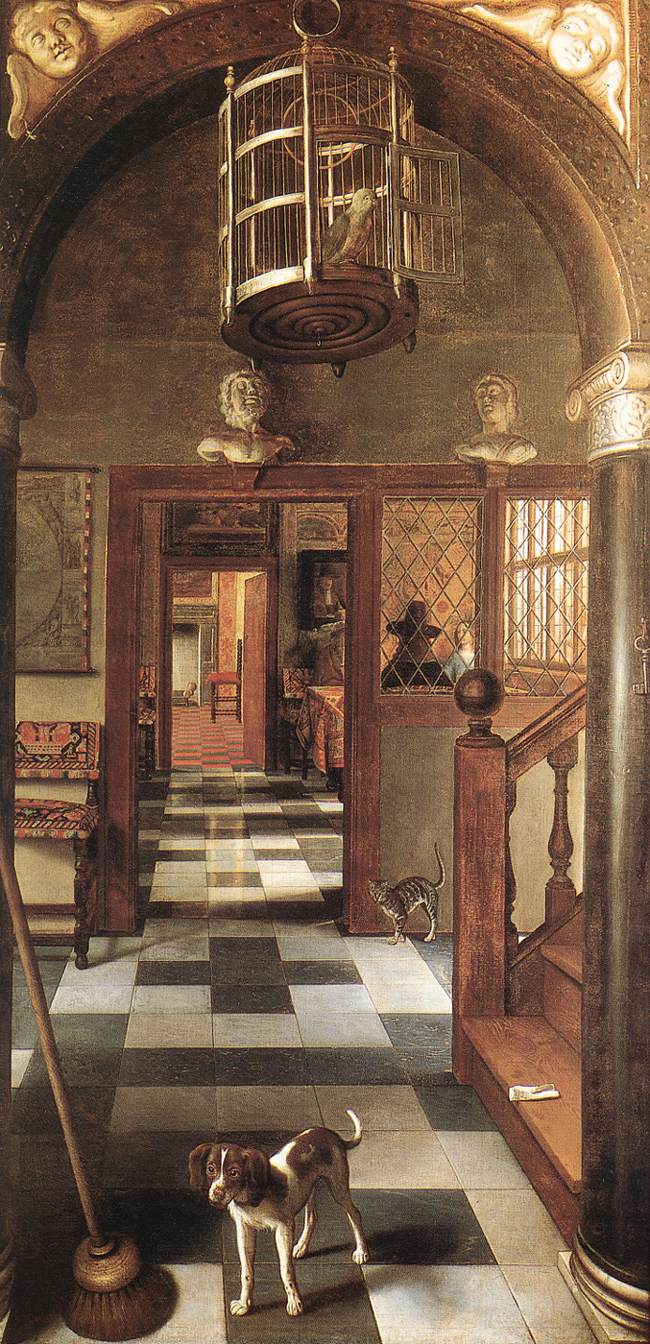
Самюэл Диркс ван Хогстратен. Вид на коридор, 1662
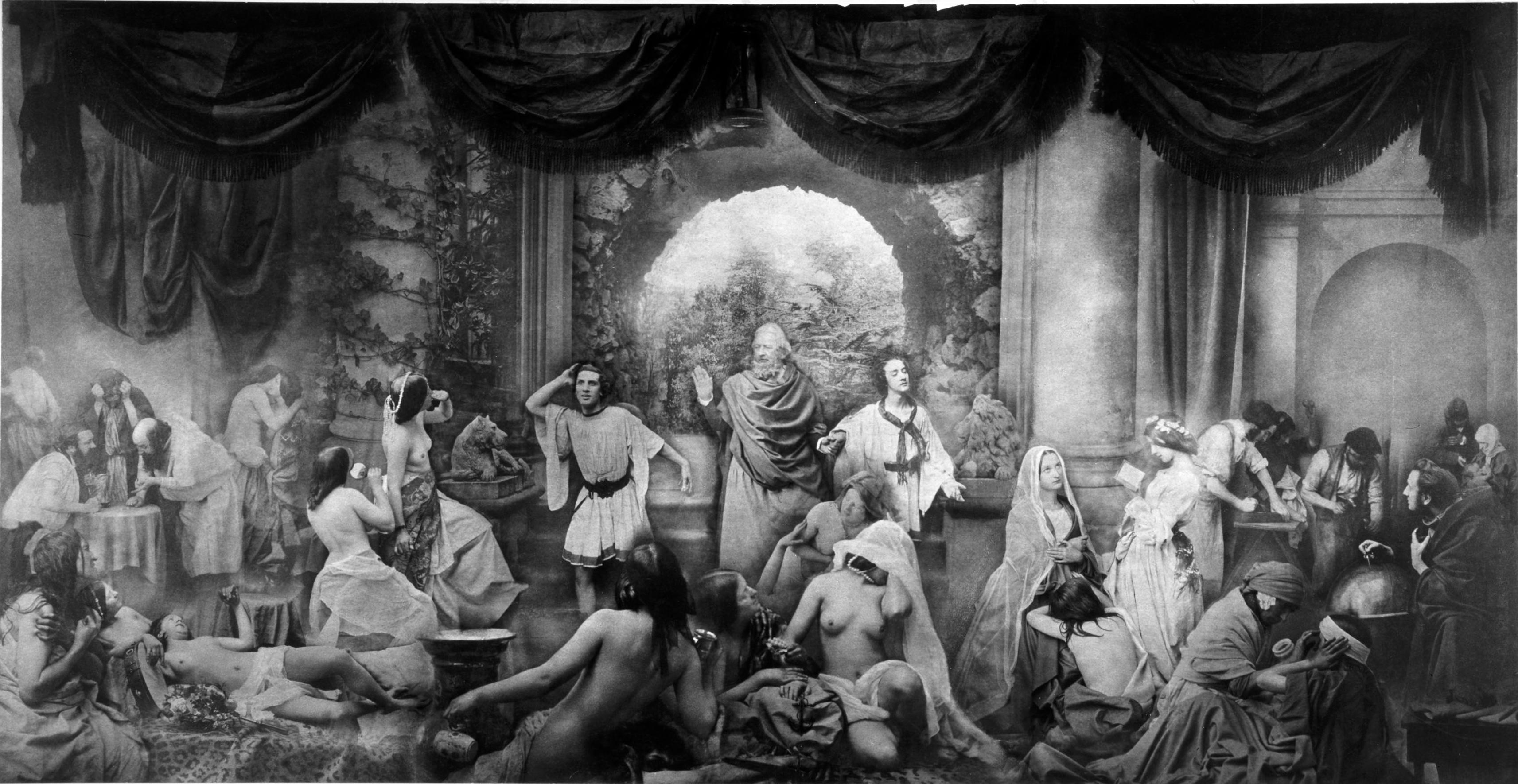
Оскар Густав Рейландер. Два пути жизни, 1857
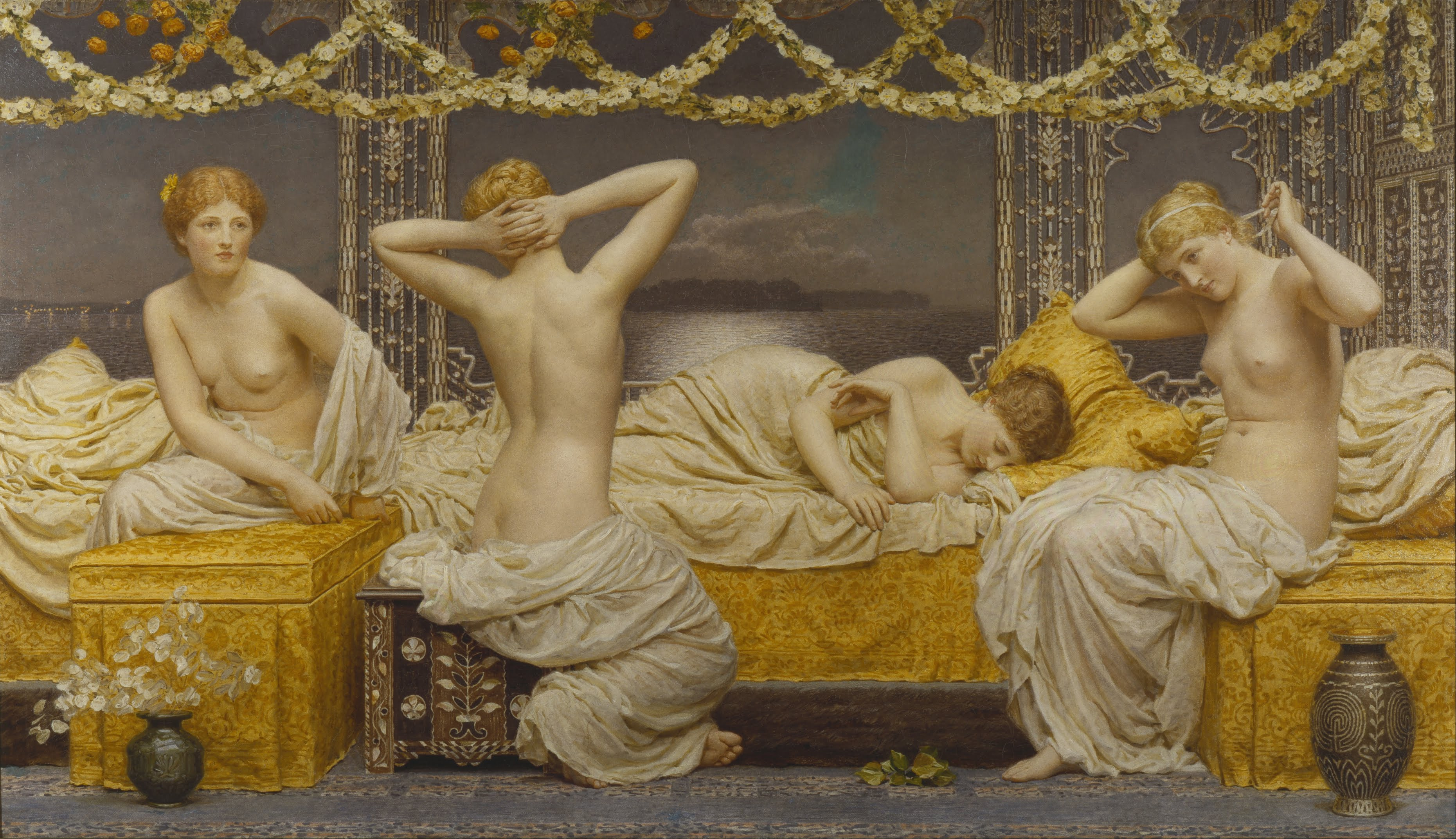
Альберт Джозеф Мур. Летняя ночь, около 1887

### Темы и художественные особенности фотографий

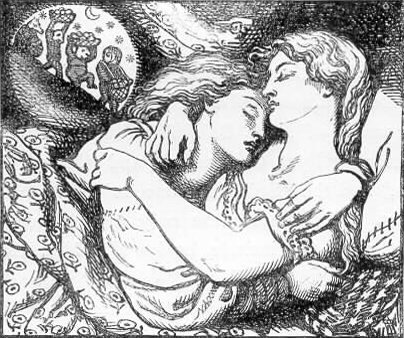
Данте Габриэль Россетти. Фрагмент фронтисписа издания «Базара гоблинов», 1862

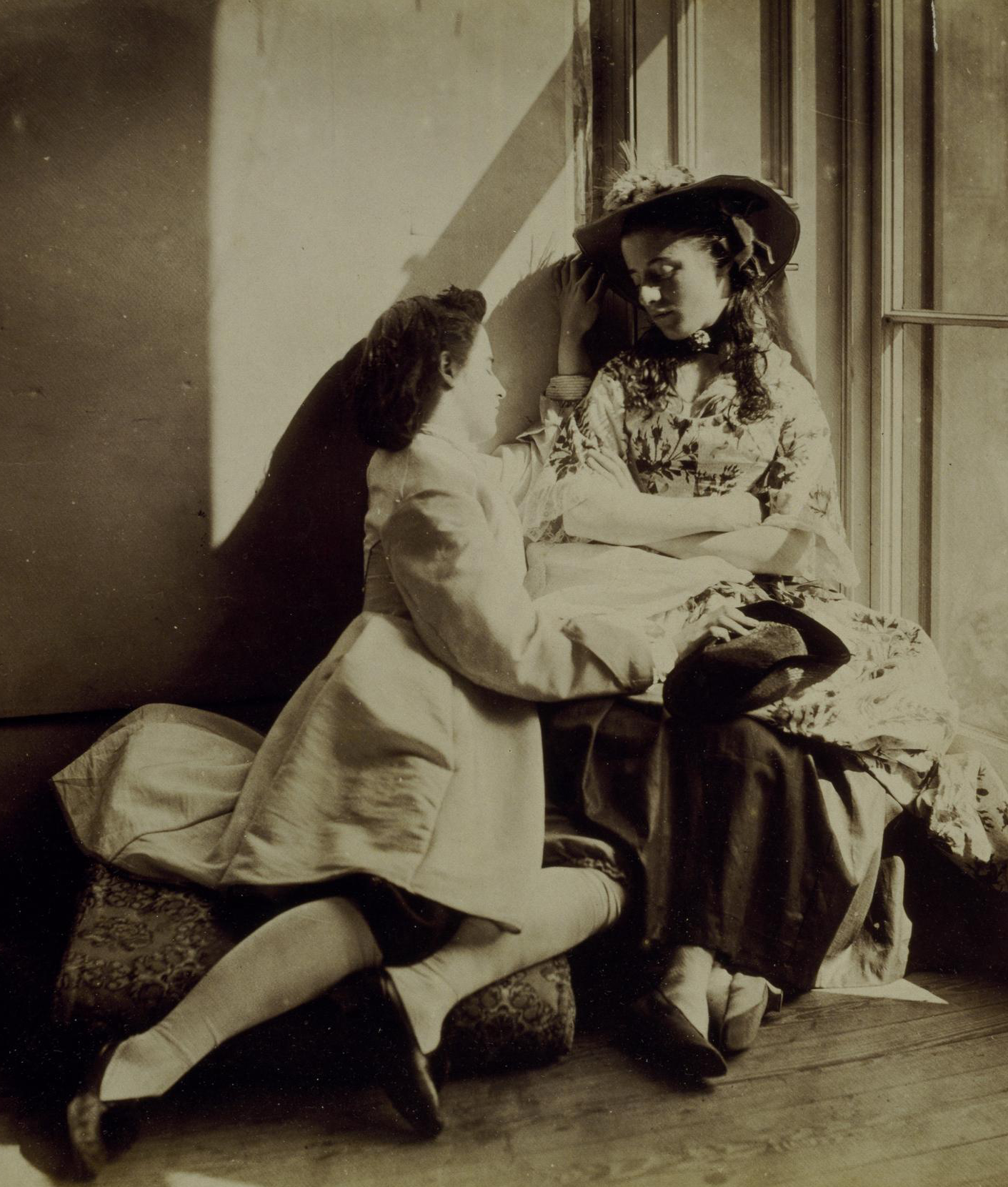
Клементина Гаварден. Клементина и Изабелла Грейс Мод, 1863—1864

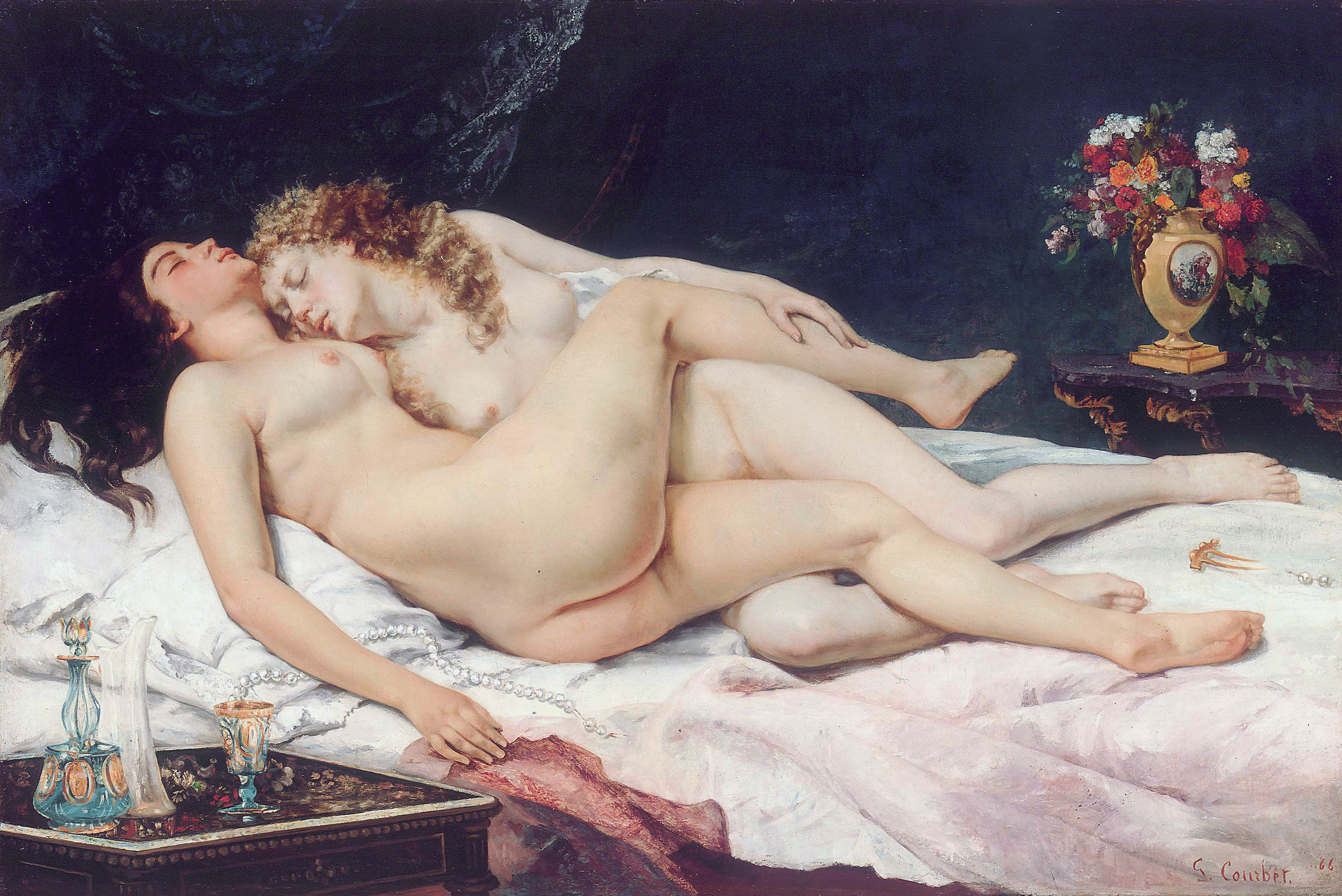
Гюстав Курбе. Спящие, 1866

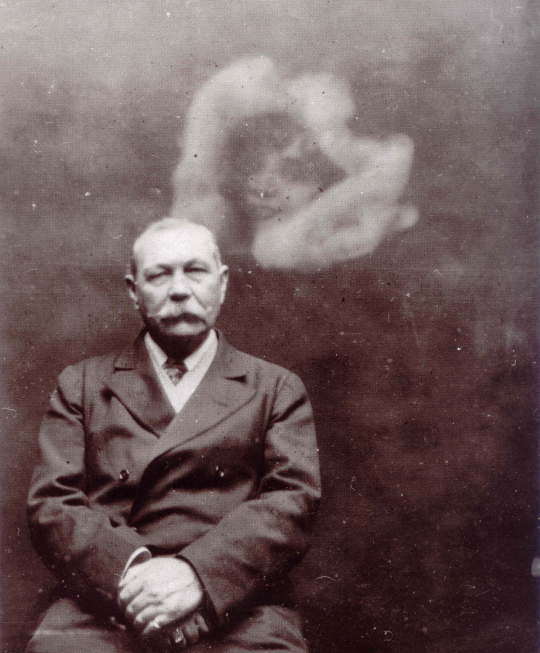
Эмма Дин. Фотография сэра Артура Конан Дойла с призраком, 1922

### Клементина Гаварден, прерафаэлиты и пикториалисты

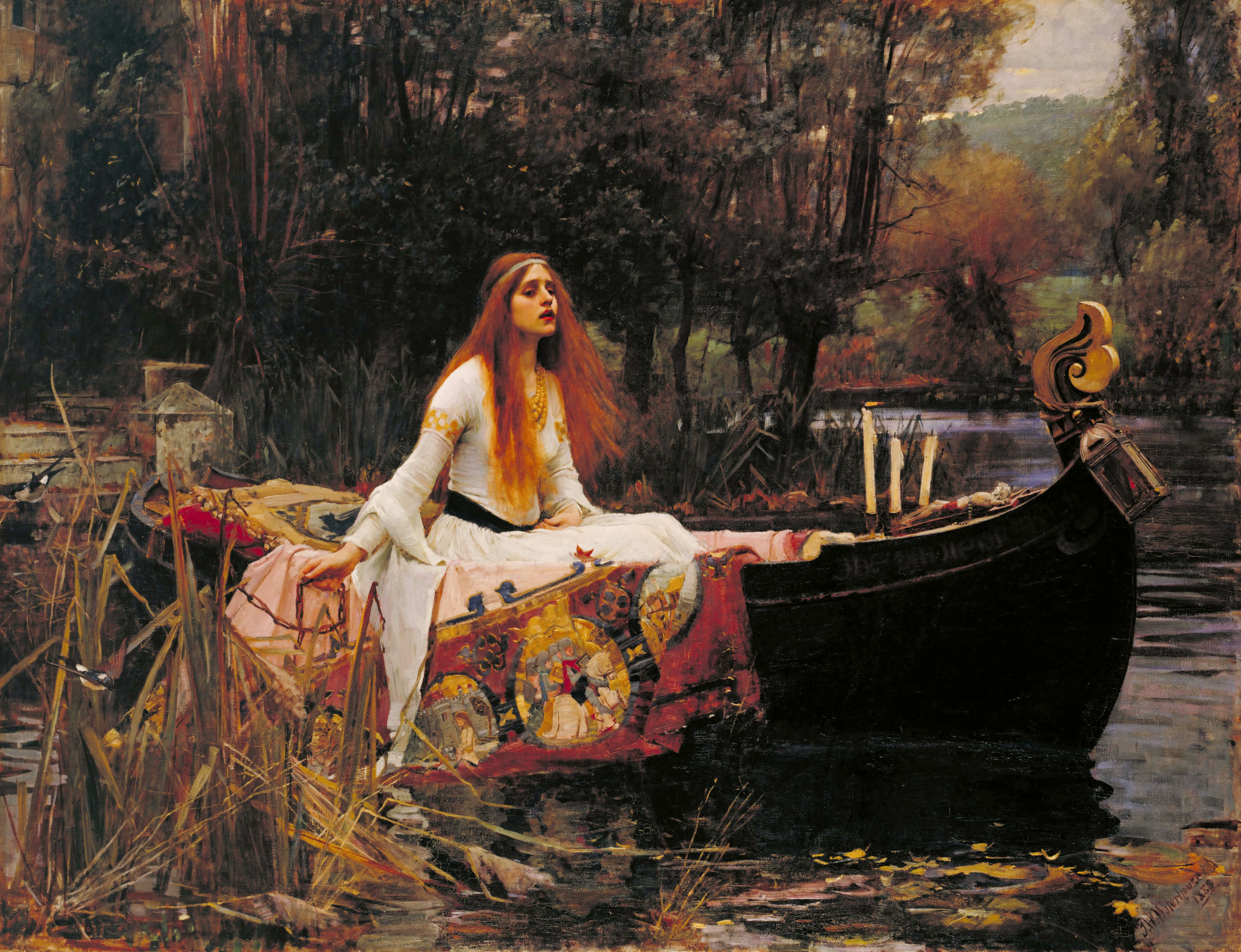
Джон Уильям Уотерхаус. Волшебница Шалот, 1888

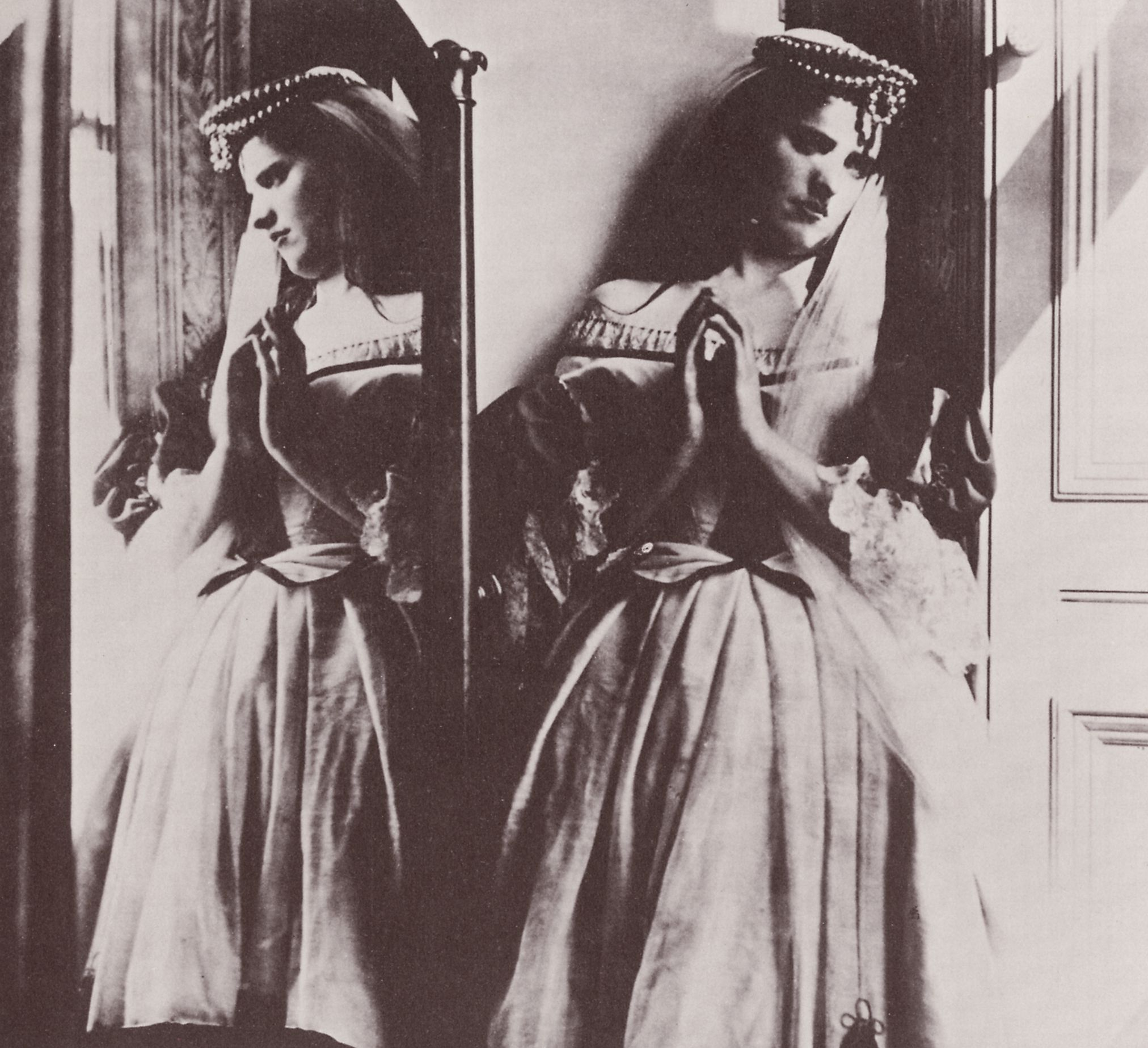
Клементина Гаварден. Девушка перед зеркалом в стилизованном под Средневековье одеянии, дата неизвестна

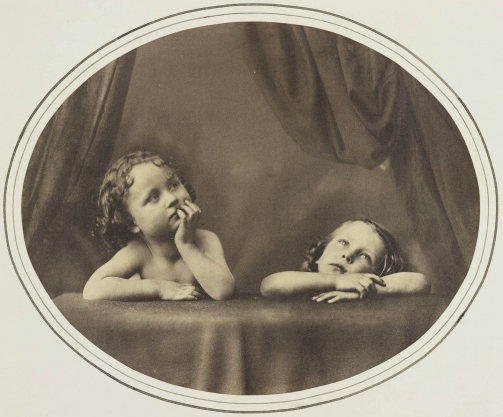
Оскар Густав Рейландер. Два ангела (по мотивам фрагмента нижней части «Сикстинской мадонны» Рафаэля), 1857. Из коллекции семьи Гаварденов

## Особенности творчества и его судьба